# تمرهندیان
تمرهندیان(نام علمی: Detarieae) نام یک طایفه از زیرخانواده ارغوانیان است.